# José Manuel Pinto
José Manuel Pinto Colorado (* 8. listopadu 1975 El Puerto de Santa María) je bývalý španělský profesionální fotbalový brankář, který ukončil svoji hráčskou kariéru v roce 2014 v dresu španělské Barcelony.

## Klubové statistiky
| Klub             | Sezóna           | Liga   | Liga | Pohár  | Pohár | Evropa | Evropa | MS klubů | MS klubů | Celkem | Celkem |
| Klub             | Sezóna           | Starty | Góly | Starty | Góly  | Starty | Góly   | Starty   | Góly     | Starty | Góly   |
| ---------------- | ---------------- | ------ | ---- | ------ | ----- | ------ | ------ | -------- | -------- | ------ | ------ |
| Betis B          | 1994/95          | 6      | 0    | —      | —     | —      | —      | —        | —        | 6      | 0      |
| Betis B          | 1995/96          | 19     | 0    | —      | —     | —      | —      | —        | —        | 19     | 0      |
| Betis B          | 1996/97          | 37     | 0    | —      | —     | —      | —      | —        | —        | 37     | 0      |
| Betis B          | 1997/98          | 20     | 0    | —      | —     | —      | —      | —        | —        | 20     | 0      |
| Betis B          | Celkem           | 82     | 0    | —      | —     | —      | —      | —        | —        | 82     | 0      |
| Betis Sevilla    | 1997/98          | 1      | 0    | 0      | 0     | 0      | 0      | —        | —        | 1      | 0      |
| Betis Sevilla    | Celkem           | 1      | 0    | 0      | 0     | 0      | 0      | —        | —        | 1      | 0      |
| Celta            | 1998/99          | 1      | 0    | 4      | 0     | —      | —      | —        | —        | 5      | 0      |
| Celta            | 1999/2000        | 19     | 0    | 4      | 0     | 5      | 0      | —        | —        | 28     | 0      |
| Celta            | 2000/01          | 18     | 0    | 4      | 0     | 4      | 0      | —        | —        | 26     | 0      |
| Celta            | 2001/02          | 7      | 0    | 2      | 0     | 3      | 0      | —        | —        | 12     | 0      |
| Celta            | 2002/03          | 3      | 0    | 2      | 0     | 6      | 0      | —        | —        | 11     | 0      |
| Celta            | 2003/04          | 6      | 0    | 4      | 0     | 5      | 0      | —        | —        | 15     | 0      |
| Celta            | 2004/05          | 40     | 0    | —      | —     | —      | —      | —        | —        | 40     | 0      |
| Celta            | 2005/06          | 37     | 0    | —      | —     | —      | —      | —        | —        | 37     | 0      |
| Celta            | 2006/07          | 34     | 0    | —      | —     | —      | —      | —        | —        | 34     | 0      |
| Celta            | 2007/08          | 16     | 0    | —      | —     | —      | —      | —        | —        | 16     | 0      |
| Celta            | Celkem           | 181    | 0    | 20     | 0     | 23     | 0      | —        | —        | 224    | 0      |
| Barcelona        | 2007/08          | 3      | 0    | 0      | 0     | 0      | 0      | —        | —        | 3      | 0      |
| Barcelona        | 2008/09          | 2      | 0    | 9      | 0     | 0      | 0      | —        | —        | 11     | 0      |
| Barcelona        | 2009/10          | 0      | 0    | 4      | 0     | 0      | 0      | 0        | 0        | 4      | 0      |
| Barcelona        | 2010/11          | 6      | 0    | 9      | 0     | 2      | 0      | —        | —        | 17     | 0      |
| Barcelona        | 2011/12          | 3      | 0    | 9      | 0     | 1      | 0      | 0        | 0        | 13     | 0      |
| Barcelona        | 2012/13          | 7      | 0    | 8      | 0     | 1      | 0      | 0        | 0        | 16     | 0      |
| Barcelona        | 2013/14          | 13     | 0    | 9      | 0     | 4      | 0      | 0        | 0        | 26     | 0      |
| Barcelona        | Celkem           | 34     | 0    | 48     | 0     | 8      | 0      | 0        | 0        | 90     | 0      |
| Celkem v kariéře | Celkem v kariéře | 298    | 0    | 68     | 0     | 31     | 0      | 0        | 0        | 397    | 0      |

## Osobní život
Zatím poslední Pintův přírůstek do rodiny, Nathan, se narodil 23. července 2012.